# N12 (Luxemburg)
De N12 (Luxemburgs: Nationalstrooss 12) is een nationale weg in Luxemburgs. De route heeft een lengte van ongeveer 87 kilometer en is daarmee een van de langste genummerde routes van het land. De route verbindt Luxemburg-stad met Wemperhardt tegen de Belgische grens aan.
De N12 volgt een westelijkere route dan de N7 die ook van Luxemburg richting Wemperhardt gaat. Waarbij de N7 tevens meer de doorgaande route is voor de richting België is de N12 meer een lokale route die door meer kleinere plaatsen heen gaat.
Tussen Eschdorf en Büderscheid is de route gecombineerd met de N15.

## Plaatsen langs de N12
- Luxemburg
- Bridel
- Kopstal
- Kehlen
- Dondelange
- Tuntange
- Saeul
- Rippweiler
- Reichlange
- Préizerdaul
- Pratz
- Grosbous
- Hierheck
- Eschdorf
- Heischtergronn
- Büderscheid
- Wiltz
- Erpeldange
- Derenbach
- Hamiville
- Wincrange
- Asselborn
- Troisvierges
- Wilwerdange
- Wemperhardt

N1 ·
N2 ·
N3 ·
N4 ·
N5 ·
N6 ·
N7 ·
N8 ·
N10 ·
N11 ·
N12 ·
N13 ·
N14 ·
N15 ·
N16 ·
N17 ·
N18 ·
N19 ·
N20 ·
N21 ·
N22 ·
N23 ·
N24 ·
N25 ·
N26 ·
N27 ·
N28 ·
N31 ·
N32 ·
N33 ·
N34 ·
N35 ·
N37 ·
N38
N50 ·
N51 ·
N52 ·
N53 ·
N55 ·
N56 ·
N57